# Saint-Arroman (Altos Pirineos)
 Saint-Arroman  es una población y comuna francesa, situada en la región de Mediodía-Pirineos, departamento de Altos Pirineos, en el distrito de Bagnères-de-Bigorre y cantón de La Barthe-de-Neste.

## Demografía
| 123 | 114 | 108 | 93 | 107 | 105 | 99 |
| Para los censos de 1962 a 1999 la población legal corresponde a la población sin duplicidades (Fuente: INSEE [Consultar]) |     |     |    |     |     |    |